# Hyde Park
Hyde Park – jeden z kilku parków królewskich w Londynie, położony w centralnej części miasta, w granicach City of Westminster. Zajmuje obszar 390 akrów (ok. 159 ha). Podzielony na dwie części przez jezioro Serpentine.
Bezpośrednio na zachód znajduje się park Kensington Gardens. Z pozostałych stron Hyde Park otaczają dzielnice: Paddington na północy, Mayfair na wschodzie i Knightsbridge na południu.

## Historia
W 1536 roku Hyde Park nabył w posiadanie Henryk VIII od mnichów z Opactwa Westminsterskiego. Później park był prywatnym terenem łowieckim Jakuba I. W 1637 roku Karol I zmienił jego przeznaczenie i park stał się miejscem publicznym.
Większość obiektów architektonicznych w parku została zaprojektowana w latach 20. XIX wieku przez Decimusa Burtona. Od XIX wieku park stał się popularnym miejscem spotkań towarzyskich i wydarzeń kulturalnych.

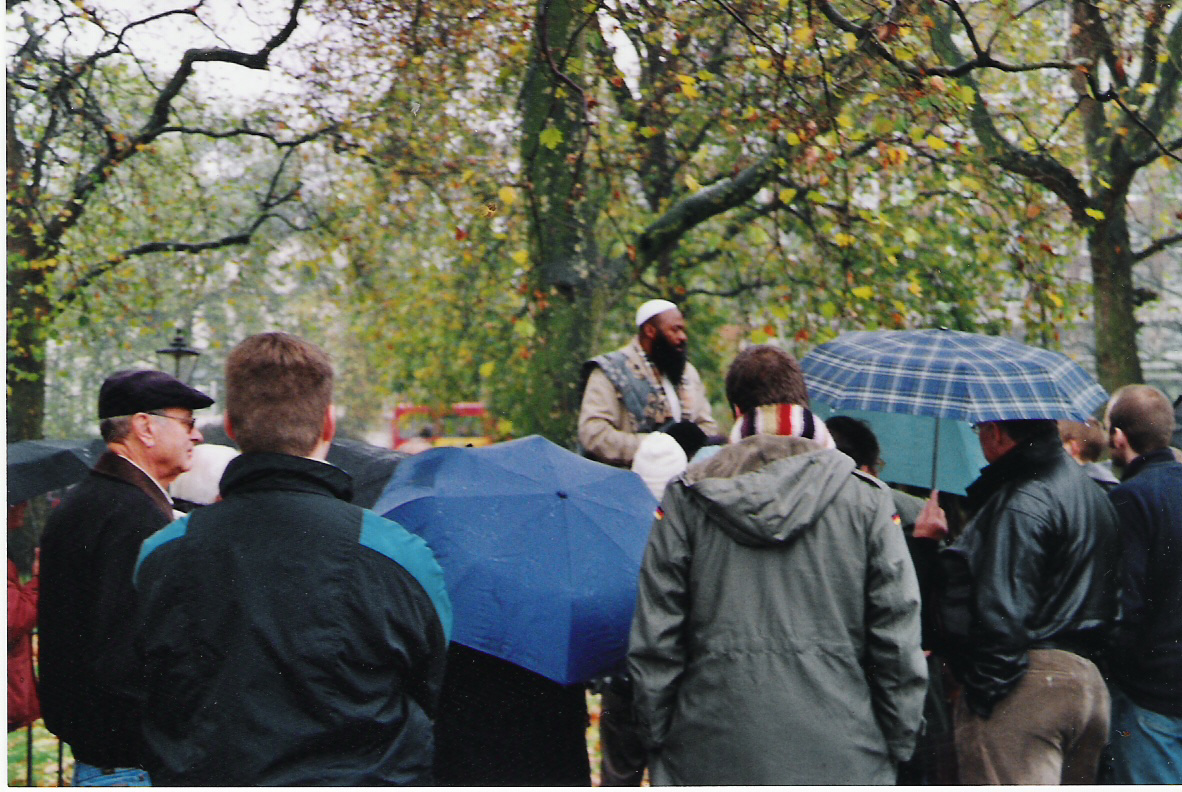
Speakers’ Corner

Przed parkiem, na rogu północno-wschodnim, znajduje się Marble Arch. Była to oryginalna brama Pałacu Buckingham zbudowana w 1827 roku. Okazała się jednak za wąska dla królewskiej karety i przeniesiono ją w obecne miejsce w roku 1851.
Miejscem, któremu nazwa Hyde Park zawdzięcza swoje potoczne znaczenie – jako forum dla swobodnego wypowiadania wszelkich poglądów w imię wolności słowa (pod warunkiem nieobrażania monarchy) – jest Speakers’ Corner, położony w pobliżu Marble Arch. Jest to tradycyjne miejsce przemówień i debat (przemawiali tam m.in. Karol Marks i Włodzimierz Lenin), odbywających się zwłaszcza w niedzielne poranki.
Hyde Park jest też miejscem koncertów na wolnym powietrzu. Występowali tu m.in. The Rolling Stones (1969, 2013), King Crimson (1969), Pink Floyd (1970), Roy Harper (1971), The Who (1973), Queen (1976), Eric Clapton (1996), Bon Jovi (2003, 2011), Red Hot Chili Peppers (2004), Live 8 (2005), Depeche Mode (2006) i Madonna (2012).
30 lipca 1991 na bezpłatny koncert tenora Luciano Pavarottiego przyszło 100 000 osób.

## Galeria

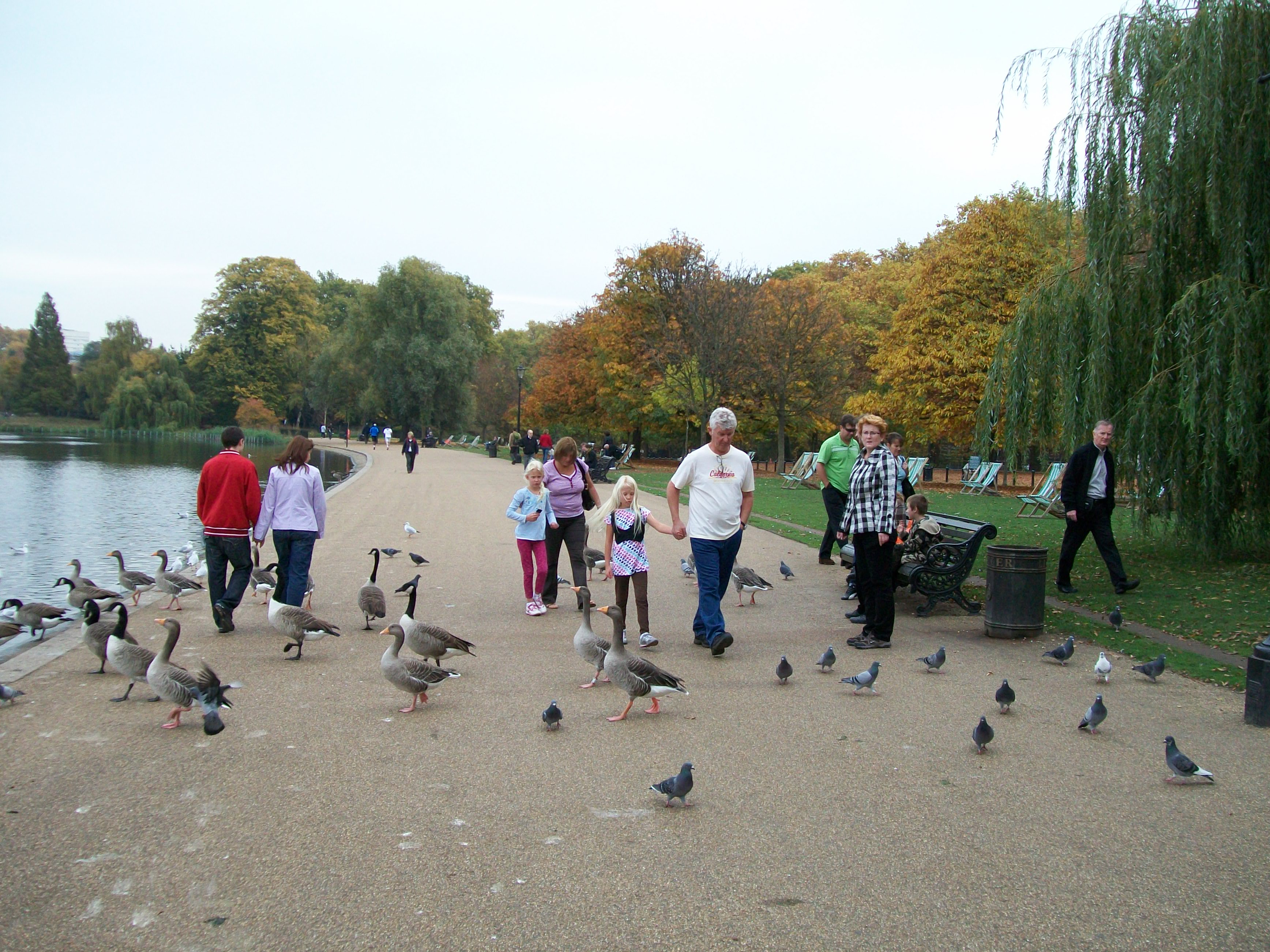
Spacer w parku
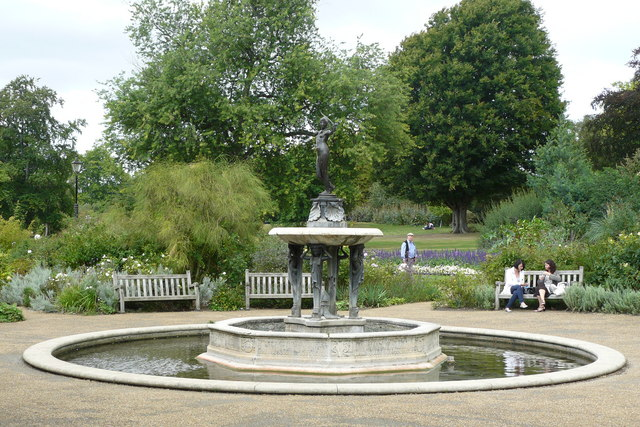
Ornamental Pond
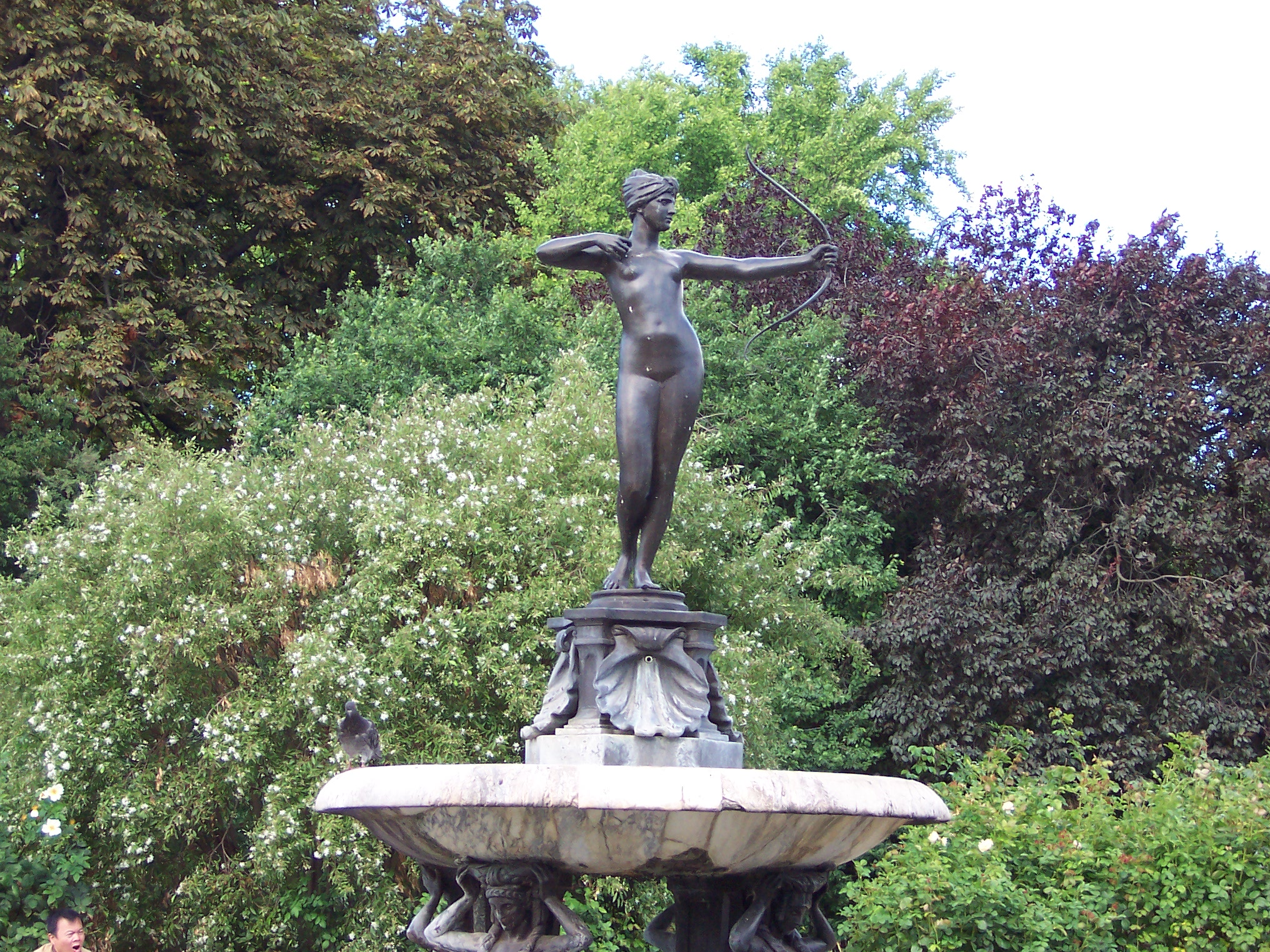
Fontanna Artemis
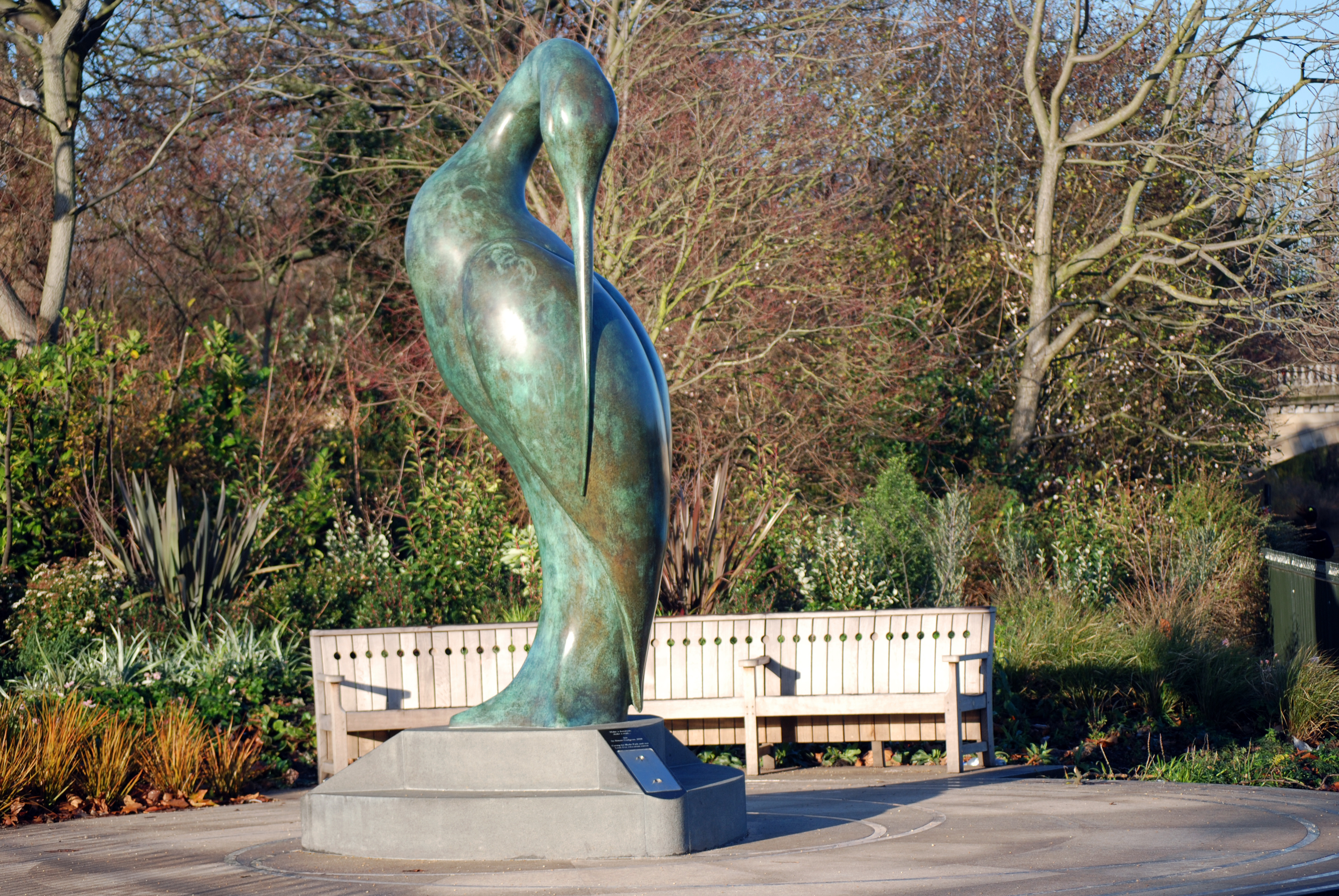
ISIS rzeźbiarza Simona Gudgeona